# Eurico Nicolau de Lima Neto
Eurico Nicolau de Lima Neto (Santa Luzia, 16 aprile 1994) è un calciatore brasiliano, centrocampista o difensore del Santa Cruz.

## Carriera
Cresciuto nel Cruzeiro, dalla stagione 2014 inizia a essere convocato in prima squadra, per poi esordire in Série A il 19 ottobre di quell'anno, in occasione della trasferta contro il Vitória vinta per 1-0 della 29ª giornata. La sua terza presenza in assoluto è la prima da titolare, in Chapecoense-Cruzeiro (1-1) della 37ª giornata. Al termine del campionato il Cruzeiro vince il titolo. Completano la stagione una presenza nel vittorioso campionato statale Mineiro e una in coppa nazionale, persa in finale contro l'Atlético Mineiro.
Nella stagione successiva disputa altri 3 incontri nella massima serie del campionato brasiliano, 4 incontri nel campionato statale e debutta nelle competizioni internazionali, scendendo in campo contro i boliviani dell'Universitario de Sucre, battuti per 2-0.
Nel 2016 passa in prestito prima al Ponte Preta, con cui gioca 3 partite nel Campionato Paulista, quindi al Náutico, militante in Série B, dove conclude la stagione con 11 presenze.
Dopo altri prestiti, a Botafogo prima e Ipatinga poi, nel 2019 si trasferisce a titolo definitivo al Villa Nova, con cui gioca 9 partite nel Campionato Mineiro.
Nel 2020 lascia il Brasile spostandosi in Portogallo, dove viene tesserato dall'Alverca. Nella prima stagione, disputata in quarta serie, colleziona 21 presenze e segna due reti, suo personale record fino a quel momento.
Promosso in terza serie, debutta in questa categoria il 22 agosto 2021, alla seconda giornata del campionato. In occasione di Alverca-Torreense (3-1) della 21ª giornata gioca con la fascia di capitano al braccio. Disputa quindi 5 partite nella stagione regolare, quindi tutti i 6 incontri - da titolare - nell'appendice della stagione per determinare le posizioni utili a disputare i play-off, infine 3 partite ai play-off; in coppa nazionale trova invece la prima marcatura in Portogallo in 4 incontri disputati.
Nella stagione 2022-2023 gioca 14 partite nella stagione regolare e 5 nella seconda fase del campionato.
Il 2 agosto 2023 si trasferisce all'Anadia, sempre in terza serie, squadra in cui è titolare e, da metà stagione, anche capitano. Qui gioca 22 incontri suddivisi tra stagione regolare e seconda fase del campionato.
Rimasto svincolato, il 14 gennaio 2025 torna in Brasile, al Betim, dove viene impiegato da difensore centrale. Tra la seconda e la quarta giornata del Campionato Mineiro realizza tre marcature consecutive, tutte decisive per il risultato finale; supera anche il proprio primato di marcature realizzate in una singola stagione.

## Palmarès

### Competizioni statali
- Campionato Mineiro: 1

Cruzeiro: 2014

### Competizioni nazionali
- Campionato brasiliano: 1

Cruzeiro: 2014